# NGC 6886
NGC 6886 – mgławica planetarna położona w gwiazdozbiorze Strzały. Została odkryta 17 września 1884 roku przez Ralpha Copelanda.